# Mariano Hood
Mariano Hood (Buenos Aires, 14 de agosto de 1973) é um ex-tenista profissional argentino, especialista em duplas.
Mariano Hood foi pego no exame antidoping.